# Ceropegia yorubana
Ceropegia yorubana är en oleanderväxtart som beskrevs av Rudolf Schlechter. Ceropegia yorubana ingår i släktet Ceropegia och familjen oleanderväxter. Inga underarter finns listade i Catalogue of Life.